# 小松健一
小松 健一（こまつ けんいち、1953年 - ）は日本の写真家。
第23回視点賞受賞を皮切りに、第2回藤本四八写真文化賞、日本写真家協会賞2005年度賞受賞。著書多数。協同組合日本写真家ユニオン相談役、社団法人日本写真家協会会員、全日本写真連盟関東本部委員、日本ネパール写真交流協会会長。

## 経歴
1953年、岡山県生まれ、群馬県に育つ。現代写真研究所研究科（第1期生）卒業。新聞記者などを経てフリーとなる。
1998年、「琉球-OKINAWA」で第23回視点賞受賞。
1999年、写真集『雲上の神々-ムスタン · ドルパ』で、第2回藤本四八写真文化賞受賞。
2001年、日本写真家ユニオンの設立発起人に加わる。以後、役員を歴任。
2005年、『ヒマラヤ古寺巡礼』で、日本写真家協会賞年度賞。

## 主な著書
- 『ムスタンの真実―「やらせ」現場からの証言』（1994年、新興出版社）
- 『文学館抒情の旅』（1998年、京都書院）
- 『詩人を旅する』（1999年、草の根出版会）
- 『雲上の神々ムスタン・ドルパ』（1999年、冬青社）
- 『作家の風景 文学館をめぐるＩ・II』（2001年、白石書店）
- 『文学の風景をゆく―カメラ紀行―』（2003年、PHP研究所）
- 『ヒマラヤ古寺巡礼』（2004年、インデックスコミュニケーションズ）
- 『三国志の風景―写真紀行―』（1995年、岩波新書）
- 『太宰治と旅する津軽 』（2009年、新潮社)

## 写真展
- 「都会の安息、遥かなるチリ」（銀座 · ニコンサロン)
- 「反核 · 日本の音楽家たち」（日比谷公会堂 · 銀座富士フォトサロンなど）
- 「雲上の神々」（ネパール国立アートギャラリー、パタンミュージアム、銀座ニコンサロンなど）
- 「ヒマラヤ古寺巡礼」（新宿パークタワー、宮城県美術館、京都・富士写真ギャラリーなど）
- 「詩人が愛した風土」（板橋区立エコポリスセンター）

## 注
1. ↑  プロフィール小松 健一オフィシャルサイト内
2. ↑  ProPhoto Gallery『アンビション』
3. ↑  組合概要日本写真家ユニオンサイト内